# Hamipterus tianshanensis
Hamipterus tianshanensis — вид птерозаврів родини Hamipteridae, що існував у рання крейда (120 млн років тому).

## Історія відкриття
У 2006 році в області Хамі Сіньцзян-Уйгурського автономного району на північному заході Китаю виявлено скам'янілу колонію птерозаврів. Було виявлено сотні кісток, відбитки м'яких тканин, рештки 200 яєць (у тому числі 5 нерозбитих яєць та 16 ембріонів). До 2014 року було розкопано рештки, що належали десь 40 особинам різного віку і статті. Цього ж року описано нові вид та рід птерозавра Hamipterus tianshanensis. Назва роду Hamipterus дана на честь області Хамі, а назва виду H. tianshanensis — на честь гір Тянь-Шань. Всі ці географічні об'єкти вказують на типове місцезнаходження виду.
У 2019 році Hamipterus об'єднали з Iberodactylus у родину Hamipteridae.

## Опис
Розмах крил у різних особин сягав від 1,5 до 3,5 м. Череп сягав до 30-40 см. Особини з великим гребенем на голові, ймовірно, були самцями, а з малим гребенем — самицями.
Яйця сягали близько 6 см завдовжки та 2,5-3.0 см в діаметрі; приблизно такої ж довжини, як куряче яйце, але набагато тонші.